# Посею лебеду

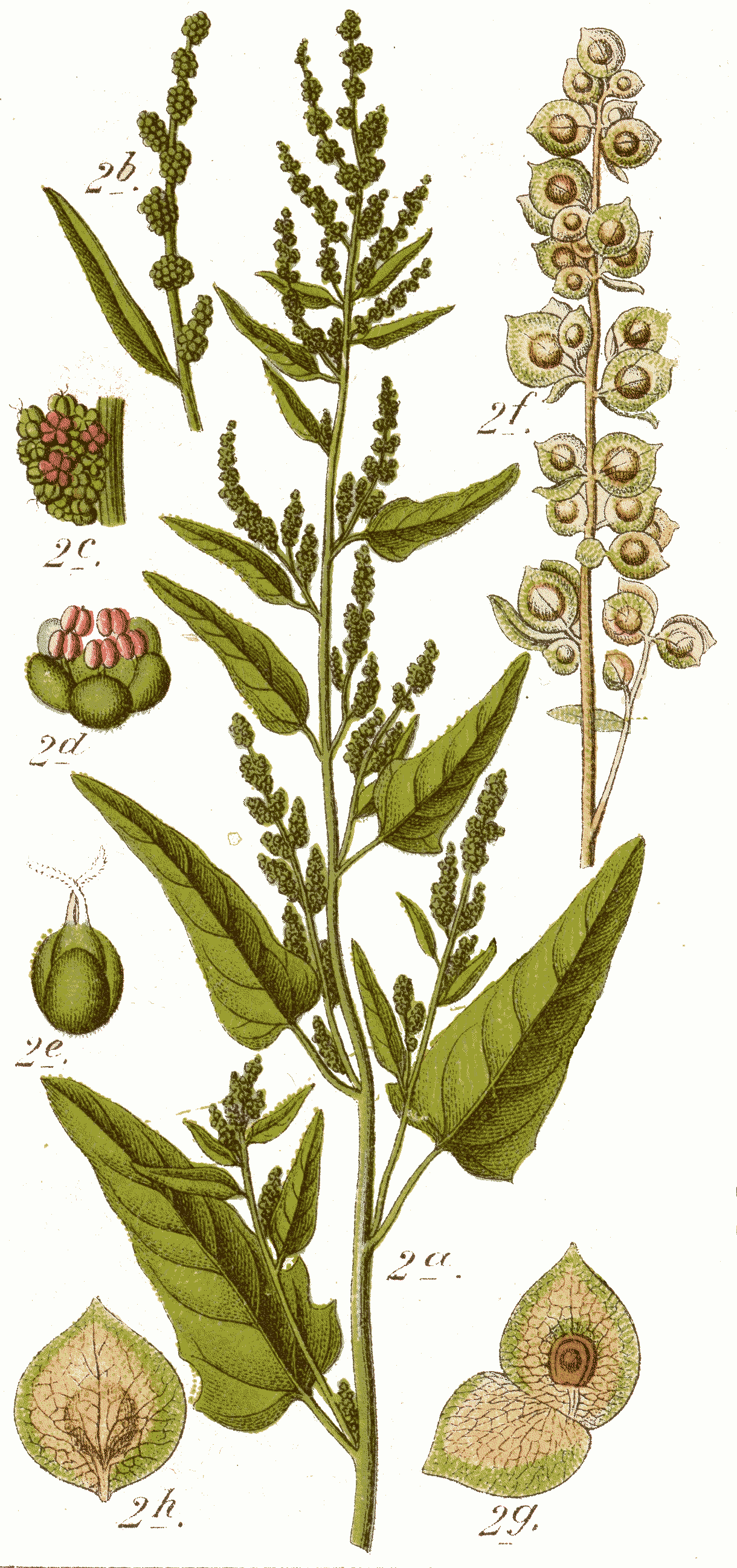
Садовая лебеда

«Посею лебеду» (Посею лебеду на берегу) — известная русская народная песня. Считается песней донских казаков. В песне, исполняемой от лица девушки, начинается со слов о желании сеять лебеду, а заканчивается словами «Раздушечка, казак молодой, что не ходишь, что не жалуешь ко мне?».

## Из истории песни
Различные исследователи относят песню к числу хороводных, плясовых. Крестьяне перенесли песню и солдатский обиход — она исполнялась после какой-либо протяжной песни как весёлая плясовая. Зафиксировано использование песни в качестве сопровождения к кадрили.
Не являясь собственно обрядовой, песня исполняется «как на святках, так и в другое время».
Песня известна в Воронежской области.

## В творчестве советских и российских музыкантов
Песня звучала в исполнении Лидии Руслановой, Людмилы Зыкиной, Жанны Бичевской, оркестра русских народных инструментов Центрального телевидения и Всесоюзного радио.
Обработкой произведения занимались такие композиторы, как Сергей Кондратьев, Николай Кутузов.

## Значение лебеды
Ещё в XIX веке во многих губерниях России крестьяне в неурожайные годы садовую лебеду постоянно употребляли в пищу. Существовала поговорка: «Не то беда, что во ржи лебеда, а то беда, когда ни ржи, ни лебеды». Причём, использовали лебеду в любом виде. Перемолотые молодые листья, побеги и  семена добавляли в ржаную муку при выпечки хлеба, листья и побеги ели как салат, добавляли в суп.
До XIX века лебеда специально разводилась, ею засевали большие участки наряду со злаками. Растение не сильно подвержено засухе. Добавление в хлеб повышало его питательные свойства и хлеб лучше пропекался и дольше хранился. Каша из лебеды называлась «лебедянь», которую ели с молоком и яйцом.
Садовая лебеда — высокое и мощное растение пирамидальной формы с прямостоячим стеблем высотой до 1,8 метра. Листья треугольные, у основания копьевидные, зубчатые, жёлтой или зелёной окраски.